# Dual in-line package

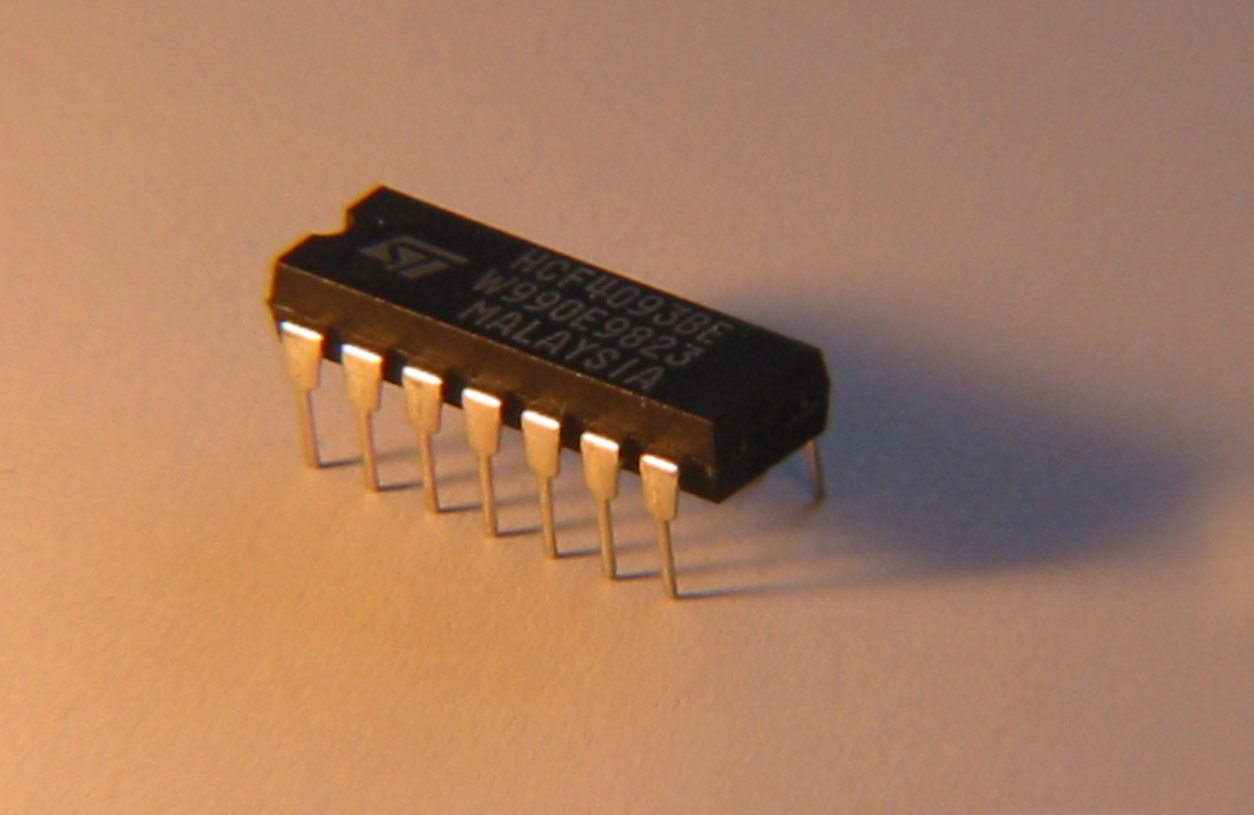
Układ w obudowie DIP14

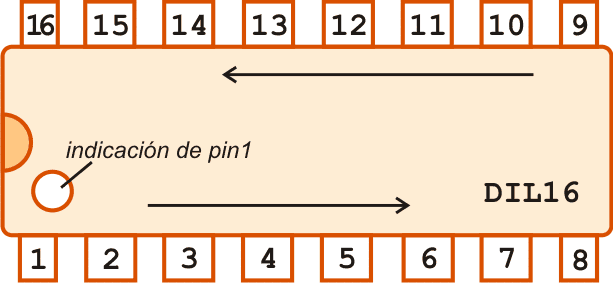
Schemat wyprowadzeń układu w DIP (DIL) 16, widok z góry.

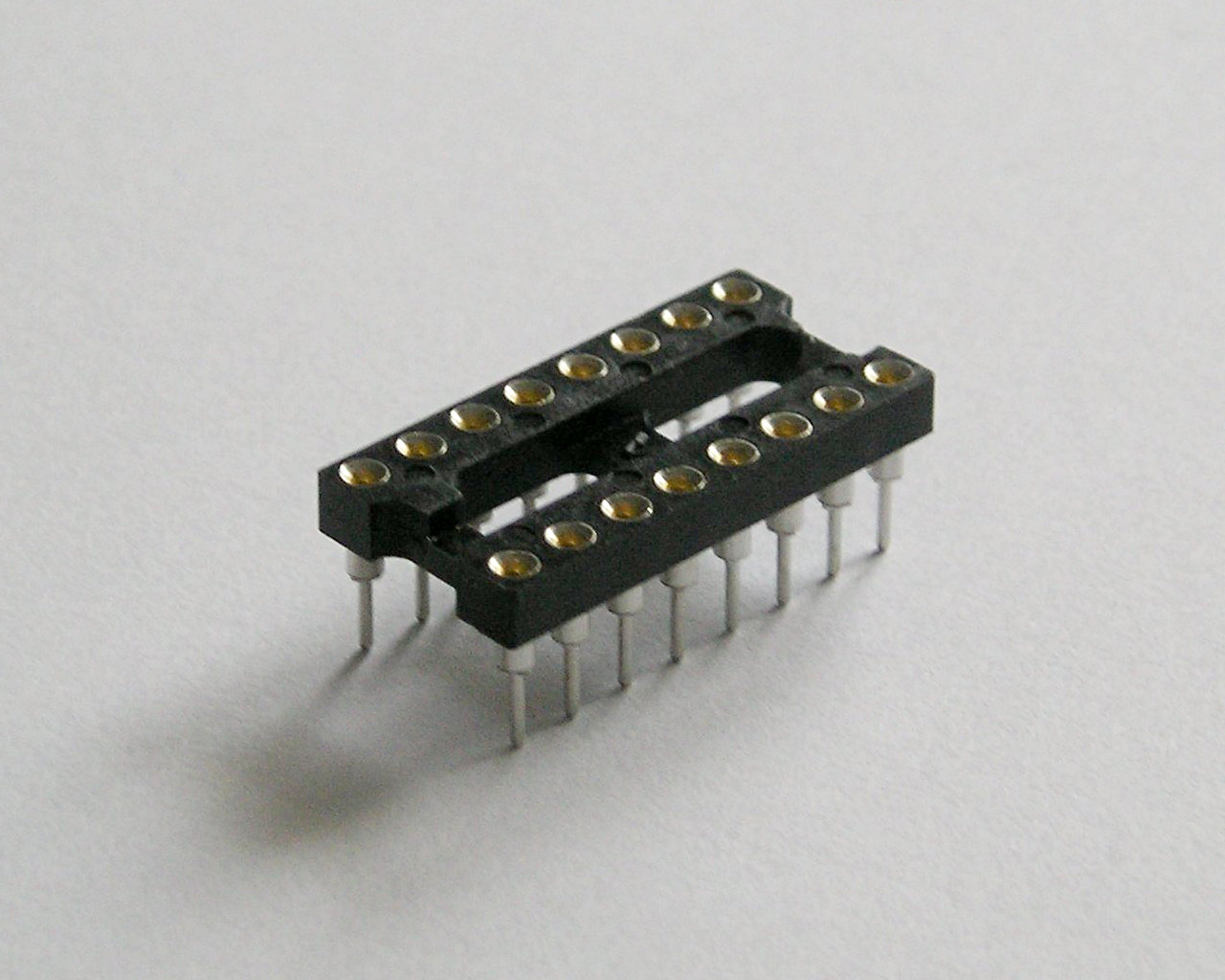
Podstawka DIP16, w którą wkłada się układ scalony.

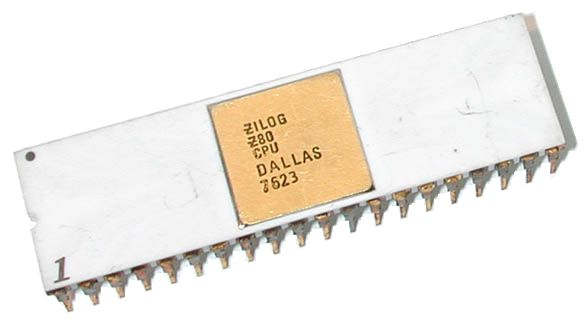
Procesor Z80 w obudowie DIP40

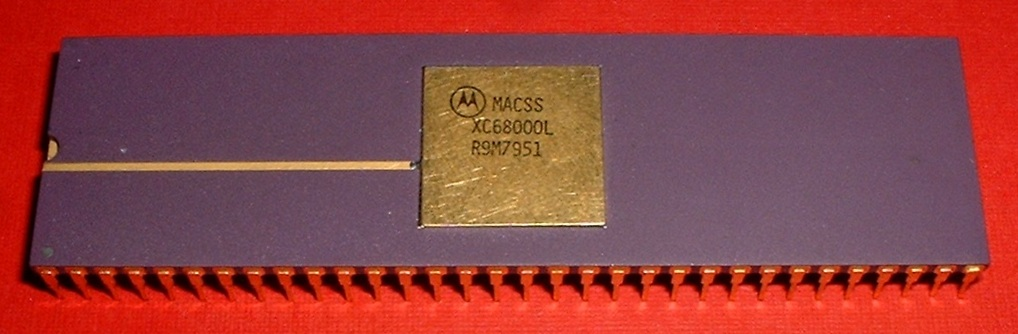
Motorola 68000 w obudowie DIP64

DIP (ang. dual in-line package), czasami nazywany DIL (dual in-line) – w elektronice rodzaj obudowy elementów elektronicznych, głównie układów scalonych o małej i średniej skali integracji, a także elementów takich jak transoptory, optotriaki. Wyprowadzenia tych elementów umieszczone są w równej linii na dwóch dłuższych bokach prostokątnej obudowy.
Obudowy typu DIP produkowane są w wersjach DIP4 (cztery wyprowadzenia), DIP6 (sześć wyprowadzeń), DIP8 (osiem wyprowadzeń), DIP14 (czternaście), DIP16, DIP20 i większych. Produkowane są także obudowy typu SOIP, SK-DIP i innych, które różnią się od obudów DIP wymiarami, odległością między wyprowadzeniami itp.
Obudowy typu DIP przeznaczone są do montażu przewlekanego (ang. THT, Through-Hole Technology), a odległość między wyprowadzeniami to 2,54 mm (0,1 cala). W latach 70. i 80. XX wieku w krajach zależnych od ZSRR, należących do RWPG, próbowano wprowadzić własny, „metryczny” standard obudów układów scalonych o module 2,50 mm; zamierzenie to jednak nie powiodło się i obecnie powszechnie stosowany jest standard z modułem 2,54 mm. Pozostałe wymiary obudów DIP także są ustandaryzowane, ale różne w zależności od liczby wyprowadzeń (pinów). W tego typu obudowach ich liczba wynosi 8, 14, 16, 18, 20, 22, 24, 28, 32, 36, rzadziej 40, 42, 48, rzadko 64.
Przyjęto następujący standard numeracji wyprowadzeń w DIP-ach: jeśli patrzy się na układ scalony od góry i położy go tak, że bok krótszy obudowy oznaczony wgłębieniem znajduje się po lewej stronie (tak jak na zdjęciach i rysunkach obok), to końcówka nr 1 znajduje się w lewym dolnym narożniku, natomiast kolejne końcówki w dolnym rzędzie mają numery kolejne; po dotarciu do prawego dolnego końca następne numery otrzymują końcówki w górnym rzędzie, począwszy od prawego górnego narożnika.
Układy scalone w obudowach DIP (podobnie jak w obudowach wywodzących się od tej konstrukcji, np. SOIP), jeśli zasilane są pojedynczym napięciem (tak jak większość układów scalonych cyfrowych np. typu TTL), zazwyczaj swoje końcówki zasilania mają umieszczone w prawym dolnym (GND) i lewym górnym (+Vcc) narożniku. To oznacza, że w obudowie DIP14 na końcówkach odpowiednio 7 i 14, w DIP16 na 8 i 16, w DIP18 na 9 i 18 itd., tak jak w rysunkach obok. Standard ten jednak nie we wszystkich typach układów scalonych jest przestrzegany.